# Paint It Black
Paint It Black (op de oorspronkelijke en andere uitgaven door een vermeende zetfout gespeld als Paint It, Black) is een nummer van de Britse band The Rolling Stones uit 1966. De oorspronkelijke titel was Paint It Black, maar door een fout van platenmaatschappij Decca werd de titel van het nummer op de eerste single met een komma (Paint it, Black) gespeld. Op latere uitgaven, zoals de vinylsingle en de cd-single uit 1990 en de diverse compilatiealbums, wordt de oorspronkelijke titel zonder komma aangehouden.

## Achtergrondinformatie
De tekst van het nummer wordt toegeschreven aan het duo Mick Jagger en Keith Richards. De andere bandleden, vooral Bill Wyman en Brian Jones, hebben echter ook meegeschreven aan Paint It, Black.
In eerste instantie was het nummer een rustig soulnummer, gezongen uit het standpunt van een depressieve man, die wil dat alles in zijn leven in zwart verandert, net als zijn eigen humeur. Tijdens oefensessies werd het nummer sneller, en kwam het kenmerkende sitarspel van Brian Jones erbij. Ook voegde Mick Jagger nog een tekst toe waarin een man rouwt om zijn dode vriendin.
Een mondegreen, een tekst die veel verkeerd wordt verstaan, betreft het derde couplet, wanneer de rode deur uit de openingsregel weer ter sprake komt. Wie niet goed luistert, hoort:
I look inside myself and see my heart is black
I see my red door and it has been painted black
De zanger wil zeggen:
I look inside myself and see my heart is black
I see my red door, I must have it painted black

## Succes in de hitlijsten
De single behaalde de nummer 1-positie in verschillende landen, waaronder Nederland. Vanwege het succes van de televisieserie Tour of Duty, waarvan Paint It Black het titelnummer was, werd de plaat in april 1990 opnieuw uitgebracht, nu met minder succes in de Verenigde Staten. In de Billboard Hot 100 werd deze keer slechts de 61e positie bereikt.
In Nederland was de single echter wél succesvol. Doordat de tv-serie Tour of Duty vanaf begin 1990 door Veronica op Nederland 2 werd uitgezonden en omdat de plaat veel werd gedraaid op Radio 3, werd de plaat een gigantische hit in de destijds twee hitlijsten op de nationale publieke popzender. De plaat stond ditmaal vier weken op de nummer 1-positie van de Nederlandse Top 40 en maar liefst negen weken op de nummer 1-positie in de Nationale Top 100.
In België bereikte de plaat in het voorjaar van 1990 de 3e positie in de voorloper van de Vlaamse Ultratop 50 en de 8e positie in de Vlaamse Radio 2 Top 30. In Wallonië werd de 8e positie bereikt.
In de sinds december 1999 jaarlijks uitgezonden NPO Radio 2 Top 2000 van de Nederlandse publieke radiozender NPO Radio 2, staat de plaat steevast in de hoogste regionen. 
In de lijst van 500 beste nummers volgens het tijdschrift Rolling Stone in 2004 stond de plaat op nummer 174.

## Covers
Paint It Black is door veel verschillende zangers en groepen gecoverd. Hieronder een (onvolledige) lijst.
| - 3 Steps Ahead - The Agony Scene - The Black Dahlia Murder - The Feelies - Anvil - Apocalyptica - Blondie - Eric Burdon and War - Vanessa Carlton - Dave Dee, Dozy, Beaky, Mick & Tich - Deep Purple - Duran Duran | - Earth Crisis - Echo & the Bunnymen - Grip Inc. - Hikaru Utada - Karel Gott - Half Japanese - Inkubus Sukkubus - Judas Priest - Led Zeppelin - The Animals - The Deep Six - The LSO & Marc Almond - Marie Laforêt - Marduk | - Metallica - Rage - R.E.M. - Rush - Skrewdriver - Sum 41 - The Unseen - Television - U2 - Rick Wakeman - W.A.S.P. - Ramin Djawadi in tv-serie Westworld |

## Trivia
- Een hardcore punkband uit Philadelphia, opgericht in 2002, noemt zichzelf Paint It Black.
- Het nummer was voor 2 seizoenen het openingsnummer van de televisieserie Tour of Duty.
- Het nummer werd in 2007 gebruikt voor het computerspel Guitar Hero III: Legends of Rock.
- Het nummer is ook te horen in de eindgeneriek van Stanley Kubricks oorlogsfilm Full Metal Jacket.
- Het nummer komt voor in Call of Duty: Black ops 3.
- Het nummer is te horen in een scène in de eerste akte van het spel Mafia 3.
- Het nummer wordt gebruikt tijdens een Vietnam-scène in Forrest Gump.
- In Altamonte Springs, Florida is een opnamestudio genaamd Paint it Black.[1]
- Bij de opening van de expositie Unzipped over de Stones in het Groninger Museum werd Paint it Black uitgevoerd door stadsbeiaardier Auke de Boer op het carillon van de Martinitoren.
- Het nummer wordt gebruikt in de eindscène van de film The Devil's Advocate.

## Hitnoteringen

### Nederlandse Top 40
| Hitnotering week 1 t/m 13: 28-05-1966 t/m 20-08-1966 Hitnotering week 14 t/m 25: 05-05-1990 t/m 21-07-1990 | Hitnotering week 1 t/m 13: 28-05-1966 t/m 20-08-1966 Hitnotering week 14 t/m 25: 05-05-1990 t/m 21-07-1990 | Hitnotering week 1 t/m 13: 28-05-1966 t/m 20-08-1966 Hitnotering week 14 t/m 25: 05-05-1990 t/m 21-07-1990 | Hitnotering week 1 t/m 13: 28-05-1966 t/m 20-08-1966 Hitnotering week 14 t/m 25: 05-05-1990 t/m 21-07-1990 | Hitnotering week 1 t/m 13: 28-05-1966 t/m 20-08-1966 Hitnotering week 14 t/m 25: 05-05-1990 t/m 21-07-1990 | Hitnotering week 1 t/m 13: 28-05-1966 t/m 20-08-1966 Hitnotering week 14 t/m 25: 05-05-1990 t/m 21-07-1990 | Hitnotering week 1 t/m 13: 28-05-1966 t/m 20-08-1966 Hitnotering week 14 t/m 25: 05-05-1990 t/m 21-07-1990 | Hitnotering week 1 t/m 13: 28-05-1966 t/m 20-08-1966 Hitnotering week 14 t/m 25: 05-05-1990 t/m 21-07-1990 | Hitnotering week 1 t/m 13: 28-05-1966 t/m 20-08-1966 Hitnotering week 14 t/m 25: 05-05-1990 t/m 21-07-1990 | Hitnotering week 1 t/m 13: 28-05-1966 t/m 20-08-1966 Hitnotering week 14 t/m 25: 05-05-1990 t/m 21-07-1990 | Hitnotering week 1 t/m 13: 28-05-1966 t/m 20-08-1966 Hitnotering week 14 t/m 25: 05-05-1990 t/m 21-07-1990 | Hitnotering week 1 t/m 13: 28-05-1966 t/m 20-08-1966 Hitnotering week 14 t/m 25: 05-05-1990 t/m 21-07-1990 | Hitnotering week 1 t/m 13: 28-05-1966 t/m 20-08-1966 Hitnotering week 14 t/m 25: 05-05-1990 t/m 21-07-1990 | Hitnotering week 1 t/m 13: 28-05-1966 t/m 20-08-1966 Hitnotering week 14 t/m 25: 05-05-1990 t/m 21-07-1990 | Hitnotering week 1 t/m 13: 28-05-1966 t/m 20-08-1966 Hitnotering week 14 t/m 25: 05-05-1990 t/m 21-07-1990 | Hitnotering week 1 t/m 13: 28-05-1966 t/m 20-08-1966 Hitnotering week 14 t/m 25: 05-05-1990 t/m 21-07-1990 | Hitnotering week 1 t/m 13: 28-05-1966 t/m 20-08-1966 Hitnotering week 14 t/m 25: 05-05-1990 t/m 21-07-1990 | Hitnotering week 1 t/m 13: 28-05-1966 t/m 20-08-1966 Hitnotering week 14 t/m 25: 05-05-1990 t/m 21-07-1990 | Hitnotering week 1 t/m 13: 28-05-1966 t/m 20-08-1966 Hitnotering week 14 t/m 25: 05-05-1990 t/m 21-07-1990 | Hitnotering week 1 t/m 13: 28-05-1966 t/m 20-08-1966 Hitnotering week 14 t/m 25: 05-05-1990 t/m 21-07-1990 | Hitnotering week 1 t/m 13: 28-05-1966 t/m 20-08-1966 Hitnotering week 14 t/m 25: 05-05-1990 t/m 21-07-1990 | Hitnotering week 1 t/m 13: 28-05-1966 t/m 20-08-1966 Hitnotering week 14 t/m 25: 05-05-1990 t/m 21-07-1990 | Hitnotering week 1 t/m 13: 28-05-1966 t/m 20-08-1966 Hitnotering week 14 t/m 25: 05-05-1990 t/m 21-07-1990 | Hitnotering week 1 t/m 13: 28-05-1966 t/m 20-08-1966 Hitnotering week 14 t/m 25: 05-05-1990 t/m 21-07-1990 | Hitnotering week 1 t/m 13: 28-05-1966 t/m 20-08-1966 Hitnotering week 14 t/m 25: 05-05-1990 t/m 21-07-1990 | Hitnotering week 1 t/m 13: 28-05-1966 t/m 20-08-1966 Hitnotering week 14 t/m 25: 05-05-1990 t/m 21-07-1990 | Hitnotering week 1 t/m 13: 28-05-1966 t/m 20-08-1966 Hitnotering week 14 t/m 25: 05-05-1990 t/m 21-07-1990 | Hitnotering week 1 t/m 13: 28-05-1966 t/m 20-08-1966 Hitnotering week 14 t/m 25: 05-05-1990 t/m 21-07-1990 |
| Week | 1 | 2 | 3 | 4 | 5 | 6 | 7 | 8 | 9 | 10 | 11 | 12 | 13 | | 14 | 15 | 16 | 17 | 18 | 19 | 20 | 21 | 22 | 23 | 24 | 25 | |
| --- | --- | --- | --- | --- | --- | --- | --- | --- | --- | --- | --- | --- | --- | --- | --- | --- | --- | --- | --- | --- | --- | --- | --- | --- | --- | --- | --- |
| Nummer | 6 | 2 | 1 | 1 | 1 | 4 | 5 | 6 | 7 | 10 | 12 | 17 | 24 | uit | 15 | 5 | 2 | 1 | 1 | 1 | 1 | 3 | 8 | 12 | 24 | 37 | uit |

### Parool Top 20/Nationale Top 100
| Hitnotering week 1 t/m 12: 21-05-1966 t/m 06-08-1966 Hitnotering week 13 t/m 27: 28-04-1990 t/m 04-08-1990 | Hitnotering week 1 t/m 12: 21-05-1966 t/m 06-08-1966 Hitnotering week 13 t/m 27: 28-04-1990 t/m 04-08-1990 | Hitnotering week 1 t/m 12: 21-05-1966 t/m 06-08-1966 Hitnotering week 13 t/m 27: 28-04-1990 t/m 04-08-1990 | Hitnotering week 1 t/m 12: 21-05-1966 t/m 06-08-1966 Hitnotering week 13 t/m 27: 28-04-1990 t/m 04-08-1990 | Hitnotering week 1 t/m 12: 21-05-1966 t/m 06-08-1966 Hitnotering week 13 t/m 27: 28-04-1990 t/m 04-08-1990 | Hitnotering week 1 t/m 12: 21-05-1966 t/m 06-08-1966 Hitnotering week 13 t/m 27: 28-04-1990 t/m 04-08-1990 | Hitnotering week 1 t/m 12: 21-05-1966 t/m 06-08-1966 Hitnotering week 13 t/m 27: 28-04-1990 t/m 04-08-1990 | Hitnotering week 1 t/m 12: 21-05-1966 t/m 06-08-1966 Hitnotering week 13 t/m 27: 28-04-1990 t/m 04-08-1990 | Hitnotering week 1 t/m 12: 21-05-1966 t/m 06-08-1966 Hitnotering week 13 t/m 27: 28-04-1990 t/m 04-08-1990 | Hitnotering week 1 t/m 12: 21-05-1966 t/m 06-08-1966 Hitnotering week 13 t/m 27: 28-04-1990 t/m 04-08-1990 | Hitnotering week 1 t/m 12: 21-05-1966 t/m 06-08-1966 Hitnotering week 13 t/m 27: 28-04-1990 t/m 04-08-1990 | Hitnotering week 1 t/m 12: 21-05-1966 t/m 06-08-1966 Hitnotering week 13 t/m 27: 28-04-1990 t/m 04-08-1990 | Hitnotering week 1 t/m 12: 21-05-1966 t/m 06-08-1966 Hitnotering week 13 t/m 27: 28-04-1990 t/m 04-08-1990 | Hitnotering week 1 t/m 12: 21-05-1966 t/m 06-08-1966 Hitnotering week 13 t/m 27: 28-04-1990 t/m 04-08-1990 | Hitnotering week 1 t/m 12: 21-05-1966 t/m 06-08-1966 Hitnotering week 13 t/m 27: 28-04-1990 t/m 04-08-1990 | Hitnotering week 1 t/m 12: 21-05-1966 t/m 06-08-1966 Hitnotering week 13 t/m 27: 28-04-1990 t/m 04-08-1990 | Hitnotering week 1 t/m 12: 21-05-1966 t/m 06-08-1966 Hitnotering week 13 t/m 27: 28-04-1990 t/m 04-08-1990 | Hitnotering week 1 t/m 12: 21-05-1966 t/m 06-08-1966 Hitnotering week 13 t/m 27: 28-04-1990 t/m 04-08-1990 | Hitnotering week 1 t/m 12: 21-05-1966 t/m 06-08-1966 Hitnotering week 13 t/m 27: 28-04-1990 t/m 04-08-1990 | Hitnotering week 1 t/m 12: 21-05-1966 t/m 06-08-1966 Hitnotering week 13 t/m 27: 28-04-1990 t/m 04-08-1990 | Hitnotering week 1 t/m 12: 21-05-1966 t/m 06-08-1966 Hitnotering week 13 t/m 27: 28-04-1990 t/m 04-08-1990 | Hitnotering week 1 t/m 12: 21-05-1966 t/m 06-08-1966 Hitnotering week 13 t/m 27: 28-04-1990 t/m 04-08-1990 | Hitnotering week 1 t/m 12: 21-05-1966 t/m 06-08-1966 Hitnotering week 13 t/m 27: 28-04-1990 t/m 04-08-1990 | Hitnotering week 1 t/m 12: 21-05-1966 t/m 06-08-1966 Hitnotering week 13 t/m 27: 28-04-1990 t/m 04-08-1990 | Hitnotering week 1 t/m 12: 21-05-1966 t/m 06-08-1966 Hitnotering week 13 t/m 27: 28-04-1990 t/m 04-08-1990 | Hitnotering week 1 t/m 12: 21-05-1966 t/m 06-08-1966 Hitnotering week 13 t/m 27: 28-04-1990 t/m 04-08-1990 | Hitnotering week 1 t/m 12: 21-05-1966 t/m 06-08-1966 Hitnotering week 13 t/m 27: 28-04-1990 t/m 04-08-1990 | Hitnotering week 1 t/m 12: 21-05-1966 t/m 06-08-1966 Hitnotering week 13 t/m 27: 28-04-1990 t/m 04-08-1990 | Hitnotering week 1 t/m 12: 21-05-1966 t/m 06-08-1966 Hitnotering week 13 t/m 27: 28-04-1990 t/m 04-08-1990 | Hitnotering week 1 t/m 12: 21-05-1966 t/m 06-08-1966 Hitnotering week 13 t/m 27: 28-04-1990 t/m 04-08-1990 |
| Week | 1 | 2 | 3 | 4 | 5 | 6 | 7 | 8 | 9 | 10 | 11 | 12 | | 13 | 14 | 15 | 16 | 17 | 18 | 19 | 20 | 21 | 22 | 23 | 24 | 25 | 26 | 27 | |
| --- | --- | --- | --- | --- | --- | --- | --- | --- | --- | --- | --- | --- | --- | --- | --- | --- | --- | --- | --- | --- | --- | --- | --- | --- | --- | --- | --- | --- | --- |
| Nummer | 11 | 2 | 1 | 1 | 1 | 1 | 2 | 3 | 3 | 7 | 10 | 13 | uit | 75 | 28 | 7 | 1 | 1 | 1 | 1 | 1 | 3 | 6 | 14 | 24 | 43 | 64 | 92 | uit |

### NPO Radio 2 Top 2000
| Nummer met noteringen in de NPO Radio 2 Top 2000 | '99 | '00 | '01 | '02 | '03 | '04 | '05 | '06 | '07 | '08 | '09 | '10 | '11 | '12 | '13 | '14 | '15 | '16 | '17 | '18 | '19 | '20 | '21 | '22 | '23 | '24 |
| ------------------------------------------------ | --- | --- | --- | --- | --- | --- | --- | --- | --- | --- | --- | --- | --- | --- | --- | --- | --- | --- | --- | --- | --- | --- | --- | --- | --- | --- |
| Paint It Black                                   | 33  | 48  | 62  | 60  | 54  | 54  | 68  | 57  | 107 | 63  | 65  | 63  | 82  | 43  | 49  | 57  | 50  | 61  | 67  | 48  | 47  | 44  | 50  | 62  | 65  | 98  |

1. ↑  Een vetgedrukt getal geeft de hoogste notering aan.

### Evergreen Top 1000
| Evergreen Top 1000 "Paint It Black" | Evergreen Top 1000 "Paint It Black" | Evergreen Top 1000 "Paint It Black" | Evergreen Top 1000 "Paint It Black" | Evergreen Top 1000 "Paint It Black" | Evergreen Top 1000 "Paint It Black" | Evergreen Top 1000 "Paint It Black" | Evergreen Top 1000 "Paint It Black" | Evergreen Top 1000 "Paint It Black" | Evergreen Top 1000 "Paint It Black" | Evergreen Top 1000 "Paint It Black" | Evergreen Top 1000 "Paint It Black" | Evergreen Top 1000 "Paint It Black" | Evergreen Top 1000 "Paint It Black" | Evergreen Top 1000 "Paint It Black" | Evergreen Top 1000 "Paint It Black" | Evergreen Top 1000 "Paint It Black" |
| Jaar                                | 2008                                | 2009                                | 2010                                | 2011                                | 2012                                | 2013                                | 2014                                | 2015                                | 2016                                | 2017                                | 2018                                | 2019                                | 2020                                | 2021                                | 2022                                | 2023                                |
| ----------------------------------- | ----------------------------------- | ----------------------------------- | ----------------------------------- | ----------------------------------- | ----------------------------------- | ----------------------------------- | ----------------------------------- | ----------------------------------- | ----------------------------------- | ----------------------------------- | ----------------------------------- | ----------------------------------- | ----------------------------------- | ----------------------------------- | ----------------------------------- | ----------------------------------- |
| Positie                             | -                                   | -                                   | -                                   | -                                   | -                                   | -                                   | -                                   | 90                                  | 103                                 | 89                                  | 88                                  | 91                                  | 89                                  | 95                                  | 90                                  | 62                                  |